# Andreas Reckewerth
Andreas Reckewerth (* 30. März 1967) ist ein ehemaliger deutscher Rugbyspieler.
Er spielte für die Vereine 1897 Linden, Victoria Hannover-Linden, Hannover 78, Crewe & Nantwich RUFC und 97 Linden Old Boys. Zudem war er Mitglied der deutschen Nationalmannschaft in der er am 17. April 1988 in Arcos de Valdevez gegen die Mannschaft Portugals debütierte. Er absolvierte 75 Länderspiele, davon 39 in der A-Nationalmannschaft und die übrigen im U23-Team.